# Teoria delle perturbazioni chirale
La teoria delle perturbazioni chirale è una teoria di campo efficace costruita su una lagrangiana coerente con la simmetria chirale (approssimata) della cromodinamica quantistica (QCD), nonché con le altre simmetrie di parità e coniugazione di carica. La teoria consente la descrizione di interazioni tra i pioni e tra questi e i nucleoni (o di altri campi di materia).
In alcuni casi la teoria è stata utilizzata con successo per descrivere le interazioni tra adroni nel regime non-perturbativo dell'interazione forte. Per esempio può essere applicata in sistemi con pochi nucleoni, e al next-to-next-to-leading order nello sviluppo perturbativo, può tenere conto in modo naturale delle interazioni fra tre nucleoni.